# Wilhelm Münscher

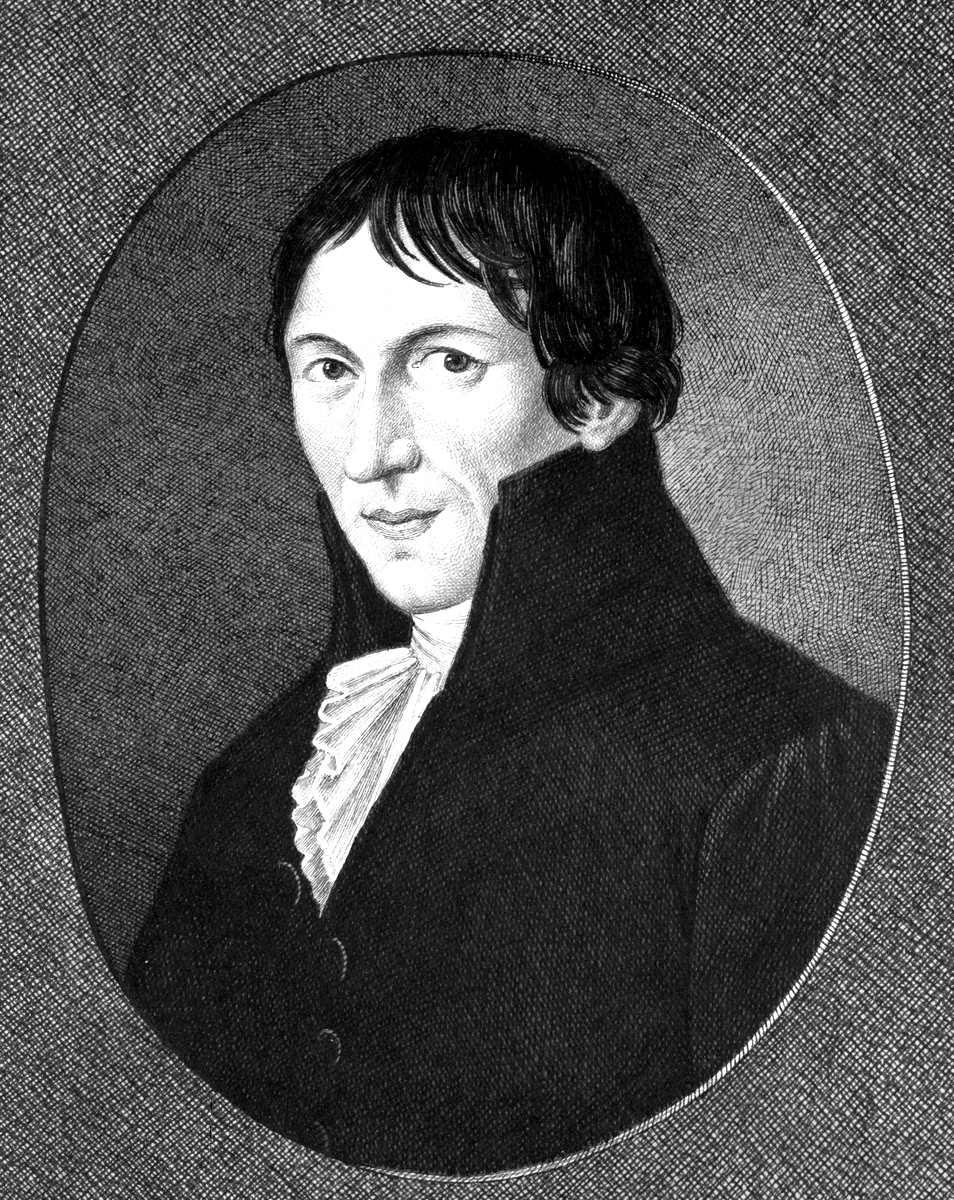
Wilhelm Münscher

Wilhelm Münscher (* 15. März 1766 in Hersfeld; † 28. Juli 1814 in Marburg) war ein deutscher evangelischer Theologe.

## Leben
Wilhelm Münscher, der Sohn des Metropolitans und ersten Predigers Philipp Georg Münscher (1707–1789), entstammte einer hessischen Pfarrersfamilie, die seit dem 14. Jahrhundert in Hersfeld ansässig war. Über seinen Vater, der in erster Ehe mit Charlotta Wilhelmina Grimm (1722–1764) verheiratet gewesen war, bestanden verwandtschaftliche Beziehungen zur Familie Grimm. Friedrich Grimm (1707–1777), der Großvater der Brüder Grimm, war sein Onkel. Philipp Georg Münscher war in dritter Ehe mit Katharina Elisabeth Funck († 1807) verheiratet, der Tochter des Orientalisten Johann Joachim Schröder und Witwe des Marburger Philologen Johann Nicolaus Funck (1715–1758).
Wilhelm Münscher studierte von 1781 bis 1784 evangelische Theologie in Marburg und arbeitete anschließend als Geistlicher in seiner Heimatstadt; anfangs als Adjunkt seines Vaters, seit 1789 als Stiftsprediger. 1792 wurde er als ordentlicher Professor der Theologie an die Universität Marburg berufen. Mit diesem Amt kam auch die Ernennung zum Konsistorialrat und zum reformierten Inspektor einher. Von 1811 bis zu seinem Tod war Münscher außerdem Direktor des Philosophischen Seminars. Einen Ruf der neu gegründeten Berliner Universität (1810) schlug er aus. Für die Jahre 1798 und 1813/1814 wurde er zum Prorektor der Universität Marburg gewählt.
Seine akademische Lehrtätigkeit begleitete Münscher mit der Herausgabe verschiedener Handbücher und Abhandlungen zur Dogmen- und Kirchengeschichte, die teilweise in mehreren Auflagen erschienen. Auch seine Predigten der Jahre 1803–1813 erschienen in gedruckter Form. Hohe Verdienste erwarb sich Münscher auch durch seinen Einsatz für die Reformierung der Lehrerausbildung in Hessen: Auf seine Initiative ging die Gründung des Schullehrerseminars an der Universität Marburg zurück. Seine pädagogische Zeitschrift (Magazin für das Kirchen- und Schulwesen in Hessen und den angrenzenden Ländern, 1803) stellte er bereits nach drei Heften wieder ein.
Aus der 1790 geschlossenen Ehe mit der aus Hersfeld gebürtigen Christiane Jakobine Hartert stammen außer einer Tochter drei Söhne: Der Gymnasialdirektor Wilhelm Münscher (1795–1872), der Jurist und Kasseler Oberappellationsgerichtsrat Karl Münscher (1800–1848) und der Gymnasialdirektor und hessische Lokalhistoriker Friedrich Münscher (1805–1893).

## Schriften
- Handbuch der christlichen Dogmengeschichte. Bd. 1–3, Neue akad. Buchhandlung, Marburg 1797–1802 (Digitalisat, Bd. 1; Bd. 2; Bd. 3).
- Lehrbuch der christlichen Kirchengeschichte. Zum Gebrauche bey Vorlesungen ausgearbeitet. Neue akad. Buchhandlung, Marburg 1804; 2. verm. Aufl., hg. von Ludwig Wachler. Krieger, Marburg 1815 (Digitalisat).
- Lehrbuch der christlichen Dogmengeschichte. Neue akad. Buchhandlung, Marburg 1811 (Digitalisat); 2. verm. Aufl. Krieger, Marburg/Kassel 1819 (Digitalisat).